# Uri Seon-hui
Uri Seon-hui (우리 선희?, lett. "La nostra Sun-hee") è un film del 2013 diretto da Hong Sang-soo.

## Riconoscimenti
- 2013 - Festival di Locarno
  - Pardo d'argento per la miglior regia a Hong Sang-soo